# Бешеная семья
«Бешеная семья» — комическая пьеса в трёх действиях, написанная И. А. Крыловым в 1786 году. Автором обозначена как опера. Впервые была напечатана в 1793 году в сборнике «Российский феатр».

## Сюжет
Пьеса «Бешеная семья» пронизана утрированно-комическим представлением жизни семейства. Сюжет выстраивается внутри семьи, состоящей из четырёх поколений: глава семейства Сумбур, его бабки Горбура, его мать Ужима, сестра Прията, его дочь Катя, их служанка Изведа, молодой человек Постан, который влюблён в Прияту, и его слуга Проныр.
В начале пьесы все домочадцы начинают просить денег у Сумбура на туалеты. Он, привыкший экономить, говорит, что весь дом взбеленился, сошёл с ума. Их сумашествие связано с тем, что они хотят устроить свою личную жизнь. Каждая женщина семейства думает, что сможет заполучить в мужья Постана и стать счастливой. Вокруг этого и выстраивается весь фарс. Комичности добавляют их говорящие имена, которые характеризуют героев личностно, и позволяют читателю понять их поведение. Глава семейства Сумбур отделён от остальных, он скуп, корстен и одинок. Влюблённые Прията и Постан единственные из всех отличаются добродеятельностью и спокойствием, а вокруг них бурлят страсти, которые накручивают другие герои. Всех выразительнее представлена сцена свидания молодого офицера сразу со всеми женщинами семейства.
В финале пьесы настроение героев меняется: отверженные женщины смиряются со своим положением и восхваляют любовь, а глава семейства меняется и даже делится деньгами. Автор делает весьма нравоучительный вывод:
```
Любовь приятно сердцу бремя,
Когда полюбит кто во время;
А тот, кто любит не в черед,
Одну в любви отраву пьет
[
7
]
.
```

## Критика
Л. Киселёв отмечает, что бурные страсти «Бешеной семьи» перенесены в сниженный регистр и разряд абсурдности, она отмечает чистоту комического жанра и абсолютную литературность пьесы. Критик и искусствовед Вера Калмыкова называет пьесу смешной и живой. Поэт Андрей Новиков отмечает отличность данной пьесы от других произведений Крылова, а также находит язык оперы довольно современным и актуальным.